# Henrik Müller
Israel Henrik Müller, född 14 augusti 1908 i Sala församling, Västmanlands län, död 27 januari 2001 i Lidingö församling, Stockholms län, var en svensk arkitekt. 
Müller, som var son till grosshandlare Levi Müller och Bertha Olschanski, utexaminerades från Kungliga Tekniska högskolan 1932 och från Kungliga Konsthögskolan 1935. Han var anställd vid Stockholms stads byggnadsnämnd 1934–1935 samt vid Stockholms stads fastighetskontor 1936–1947 och 1949–1954. Han var stadsarkitekt i Sydöstra Värmlands stadsarkitektdistrikt 1947–1948, arkitekt för Statens kommitté för sinnessjukvårdens utbyggnad 1954–1958, vid Centrala sjukvårdsberedningen 1958–1968 och vid Sjukvårdens och socialvårdens planerings- och rationaliseringsinstitut (Spri) 1968–1973. Han var även byggnadsexpert i Svenska vanförevårdens centralkommitté.
Müller var arkitektkonsult hos SVCR (Svenska Centralkommittén för Rehabilitering) under 1960-talet och genomförde studier och undersökningar åt bland andra Handikappinstitutet. Han ritade Sveriges tre första handikappanpassade lägenheter.

## Verk i urval
- Ursprungliga byggnadsplaner för nuvarande området Törnskogen, Sollentuna 1932.
- Industrihus, Hammarby industriområde, Stockholm.
- Sveriges första tre handikappanpassade lägenheter i förorten Nytorp, Stockholm.
- Barndaghem i Lidköping.
- Nybyggnad för SVCK (nuvarande SVCR) i Blackeberg, Stockholm.
- Handikappanpassad enfamiljsvilla i Täby.
- Typritningar för handikappanpassning av bostäder och dess närområden, för kök mm.
- Bostadshus vid Margretelundsvägen i Traneberg och Högbergsgatan på Södermalm i Stockholm, under tiden på Stockholms stads fastighetskontor.
- Om-, till- och nybyggnader av villor och fritidshus i Stockholmsområdet.
- Hyreshus i Filipstad, Karlstad, Säffle.